# Ayer y hoy (álbum de Menudo)
Ayer y hoy, titulado A Festa Vai Começar en la versión brasileña, es el décimo noveno álbum de estudio (el segundo en idioma portugués) de la boy band puertorriqueña Menudo, lanzado en 1985 por RCA Records. Este álbum incluye a los integrantes Ricky Martin, Robby Rosa, Charlie Massó, Roy Rosselló y Raymond Acevedo.
Sencillos en español incluyen: "La fiesta va a empezar", y "Acércate", mientras que de la versión brasileña se extrajeron: "Viva! Bravo!" y "Vem Por Favor".
El álbum obtuvo éxito comercial, apareciendo en listas de éxitos de países como Brasil y Estados Unidos.

## Producción y repertorio
El álbum fue grabado en España y en Puerto Rico, bajo la dirección del creador de Menudo, Edgardo Diáz. La producción y la mayoría de las composiciones son de Carlos Villa y Alejandro Monroy, dos españoles que siempre han orientado al grupo musicalmente. En una entrevista sobre el álbum, Villa afirmó: "Lo más fantástico es que en estas composiciones los chicos logran darle un toque mágico, propio de la juventud". Por su parte, Alejandro Monroy consideró que el trabajo "es la cara de los chicos. Tal y como las fans lo esperan en términos de ritmo, temas y balance. Sin embargo, la última palabra siempre será de ellas".
Una de las canciones del álbum, titulada "Marcelo", fue grabada como homenaje a un niño sin hogar que vivía en Brasil, y que los artistas conocieron mientras estaban de gira por el país. Según el integrante Roy: "Una tarde decidimos llevar a nuestro hotel a un grupo de niños que vagaban por las calles de Brasil sin tener adónde ir cuando llegaba la noche (...) Entre los que estaban en ese grupo estaba Marcelo y él se ganó el afecto de todos nosotros".

## Promoción
Como forma de promoción, el grupo viajó a Brasil para iniciar una gira que incluía las canciones del disco y nuevas coreografías para las presentaciones. El cantante Ricky Martin afirmó en una entrevista de la época: "Brasil me fascina. Por eso, estar aquí otra vez es un placer. Me encantó grabar el nuevo LP A Festa Vai Começar, con letras en portugués y con la misma alegría estamos haciendo este show. Nuestra banda y las canciones nuevas están siendo un éxito. El público brasileño es muy "caliente" y nos motiva cada vez más a dar lo mejor de nuestra música".

## Recepción crítica
Las reseñas de los críticos especializados en música estuvieron divididas entre opiniones mixtas y desfavorables.  
El periodista del Correio Braziliense comentó que, aunque el grupo cuenta con un nuevo integrante, Ramón, el álbum no ofrece nada novedoso. Según él, esto se debe a que "los productores, compositores y quizá incluso los músicos son los mismos de siempre, y las canciones no son más que versiones apresuradas de los mismos temas que interpretan en otros idiomas".
R. S. Murthy, del periódico New Sunday Times, escribió que, aunque Menudo ofrece un pop latino con influencias de funk y soul y suena sorprendentemente maduro para la edad de sus integrantes, las canciones recuerdan demasiado a otros temas y estilos, lo que resta autenticidad al álbum.

## Desempeño comercial
La versión en español del álbum alcanzó la posición número diecinueve en la lista musical de Billboard Latin Pop Albums, mientras que A Festa Vai Começar llegó al quinto lugar en la lista de éxitos brasileños auditada por la Nelson Oliveira Pesquisa e Estudo de Mercado (Nopem).

## Lista de canciones
| Yesterday and Today |                                 |                                          |                                  |          |  |
| N.º                 | Título                          | Escritor(es)                             | Lead vocalist                    | Duración |  |
| 1.                  | «La fiesta va a empezar»        | Alejandro Monroy, Carlos Villa           | Robby Rosa                       | 3:42     |  |
| 2.                  | «Acércate»                      | A. Monroy, C. Villa                      | Charlie Massó                    | 4:26     |  |
| 3.                  | «Aventureros»                   | A. Monroy, C. Villa, Mary Lynne M. Pagán | Raymond Acevedo                  | 3:27     |  |
| 4.                  | «Marcelo»                       | A. Monroy, C. Villa, Edgardo Diaz        | Robby Rosa                       | 3:41     |  |
| 5.                  | «Me siento bien con mis amigos» | A. Monroy, C. Villa                      | Ricky Martin and Raymond Acevedo | 2:56     |  |
| 6.                  | «Viva! Bravo!»                  | A. Monroy, C. Villa                      | Charlie Massó                    | 2:50     |  |
| 7.                  | «Pañuelo blanco americano»      | A. Monroy, C. Villa                      | Raymond Acevedo                  | 3:04     |  |
| 8.                  | «Soy tuyo»                      | A. Monroy, C. Villa                      | Robby Rosa                       | 4:00     |  |
| 9.                  | «En San Juan me enamoré»        | A. Monroy, C. Villa, E. Diaz             | Raymond Acevedo                  | 4:00     |  |
| 10.                 | «Alegra esa cara»               | A. Monroy, C. Villa                      | Roy Roselló                      | 3:00     |  |

| A Festa Vai Começar |                                |                                                  |                                  |          |  |
| N.º                 | Título                         | Escritor(es)                                     | Lead vocalist                    | Duración |  |
| 1.                  | «A Festa Vai Começar»          | A. Monroy, C. Villa, vers. C. Colla              | Robby Rosa                       | 4:21     |  |
| 2.                  | «Vem, Por Favor»               | A. Monroy, C. Villa, vers. C. Moore              | Raymond Acevedo                  | 2:52     |  |
| 3.                  | «Aventureiros»                 | A. Monroy, C. Villa, M. L. Pagán, vers. C. Colla | Raymond Acevedo                  | 3:04     |  |
| 4.                  | «Marcelo»                      | A. Monroy, C. Villa, E. Díaz, vers. C. Colla     | Robby Rosa                       | 3:43     |  |
| 5.                  | «Me Sinto Bem Com Meus Amigos» | A. Monroy, C. Villa, vers. C. Colla              | Ricky Martin and Raymond Acevedo | 3:57     |  |
| 6.                  | «Viva! Bravo!»                 | A. Monroy, C. Villa, vers. C. Colla              | Charlie Massó                    | 3:31     |  |
| 7.                  | «Bandeira Sul-Americana»       | A. Monroy, C. Villa, vers. C. Colla              | Raymond Acevedo                  | 3:45     |  |
| 8.                  | «Quero Ter Teu Amor»           | A. Monroy, C. Villa, vers. C. Colla              | Robby Rosa                       | 3:04     |  |
| 9.                  | «Em San Juan Me Apaixonei»     | A. Monroy, C. Villa, vers. C. Colla              | Charlie Massó                    | 4:05     |  |
| 10.                 | «Alegra Essa Cara»             | A. Monroy, C. Villa, vers. C. Colla              | Roy Rosselló                     | 2:59     |  |

## Posicionamiento en listas

### Semanales
Ayer y hoy
| Lista musical (1985)                        | Mejor posición |
| ------------------------------------------- | -------------- |
| Estados Unidos (Billboard Latin Pop Albums) | 19             |

A Festa Vai Começar
| Lista musical (1985)                | Mejor posición |
| ----------------------------------- | -------------- |
| Brasil (Bizz - Las 10 más vendidas) | 7              |
| Brasil (Nopem)                      | 5              |